# Georges Marchais

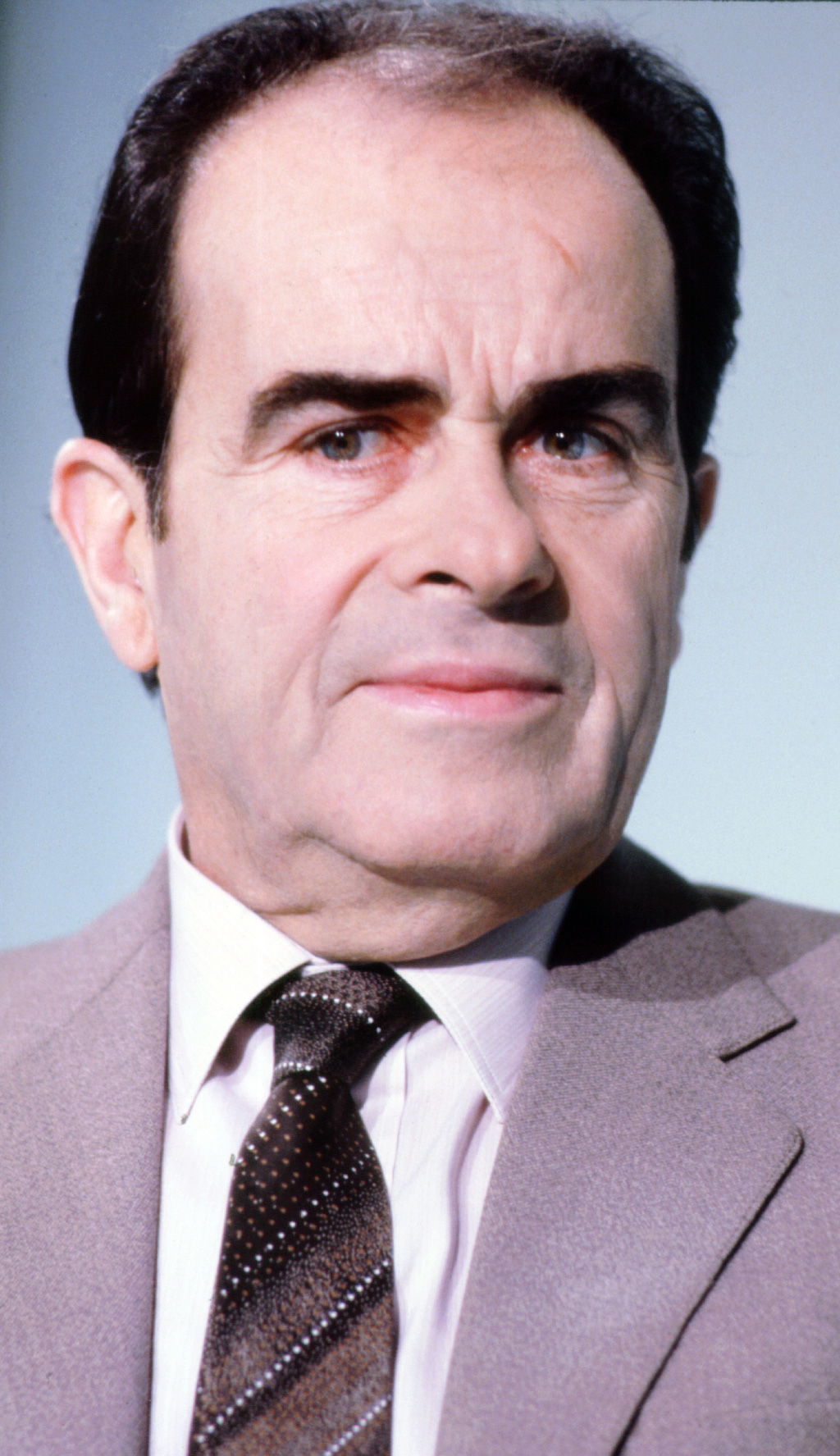
Georges Marchais, 1981

Georges Marchais (* 7. Juni 1920 in La Hoguette, Département Calvados; † 16. November 1997 in Paris) war ein französischer Politiker und Gewerkschafter. Von 1972 bis 1994 war er Chef der Kommunistischen Partei Frankreichs (PCF).

## Leben
Nach einer Lehre als Maschinenschlosser arbeitete Georges Marchais 1940 als Arbeiter in der Flugzeugmotorenfabrik Aéroplanes G. Voisin in Issy-les-Moulineaux. Ab November 1940 arbeitete er bei der deutschen Aktien-Gesellschaft Otto in Bièvres, die dort Maschinen der Marke Focke-Wulf reparierte. Als Freiwilliger – seiner eigenen Version zufolge als Zwangsarbeiter – nahm er 1942 am Service du travail obligatoire (STO) in Deutschland als Flugzeugmechaniker auf einem deutschen Luftwaffenstützpunkt und bei Messerschmitt in München teil. Dort arbeitete er an der Messerschmitt Bf 19.
In Augsburg wohnte er keineswegs in einem Zwangsarbeiterlager, sondern im Gasthaus Der blaue Ziegenbock. Er setzte sich nach eigener Darstellung im Mai 1943 nach Frankreich ab. Sein Biograf Thomas Hofnung, geht von einer Rückkehr im Mai 1945 aus. Eine Episode seines Lebens, die zum Ziel juristischer Angriffe zwischen 1977 und 1980 wurde. Bis 1945 befand sich Marchais im Untergrund. Von einem Engagement in der Résistance ist nichts bekannt.
1946 wurde er Sekretär der Metallarbeitergewerkschaft von Issy-les-Moulineaux. 1951 stieg er dort zum Sekretär der CGT auf und wurde zwischen 1953 und 1956 Sekretär der Union der Metallarbeitergewerkschaften der Region Seine.
Seit 1947 war Marchais Mitglied der PCF. 1959 wurde er Kandidat zum Zentralkomitee seiner Partei und Sekretär der Föderation von Seine-Süd, im selben Jahr stieg er zum Mitglied des Zentralkomitees und Politbüros auf. Seit 1961 war Marchais Organisationssekretär und seit 1970 stellvertretender Generalsekretär seiner Partei. 
Im Mai 1968 attackierte er Daniel Cohn-Bendit als einen der Köpfe des Studentenstreiks als „deutschen Anarchisten“.
Im Juni 1972 war er Mitunterzeichner des gemeinsamen Regierungsprogramms der PCF mit dem Parti socialiste français (PS) und den Radicaux de gauche unter dem Stichwort Union de la Gauche. Im selben Jahr, im Dezember 1972 wurde er als Nachfolger von Waldeck Rochet Generalsekretär der PCF, der seine Funktion krankheitshalber aufgab. Nach dem für die PCF enttäuschenden Wahlausgang 1978 suchte Marchais größere Distanz zum PS.
Marchais traf sich mit dem Generalsekretär der Italienischen Kommunisten Enrico Berlinguer, mit dem ihn der Gedanke des Eurokommunismus verband. Auf dem Parteitag der PCF im Mai 1979 wurde die „Diktatur des Proletariats“ verworfen. Anders als die PCI betrachtete sich die PCF jedoch unter Führung von Georges Marchais als die Partei der Arbeiterklasse, die für sich einen Führungsanspruch im Transformationsprozess erhob. Gemeinsam mit der PCI wurde die Politik der Interventionen der UdSSR in der Tschechoslowakei (Prager Frühling), in Polen, Afghanistan und insbesondere der Führungsanspruch der KPdSU gegenüber der kommunistischen Weltbewegung unter dem Begriff „proletarischer Internationalismus“ abgelehnt. Andererseits hielt die PCF an der traditionellen Zwei-Lager-Theorie fest, nach der die kommunistischen Parteien „Vorhut der Weltrevolution“ seien und die „Gesamtinteressen des Proletariats gegen den imperialistischen Gegner in enger Zusammenarbeit wahrzunehmen“ hätten. Nach mehr als fünf Jahren reiste Marchais Anfang 1980 erstmals wieder zu Gesprächen mit der KPdSU nach Moskau. Im Oktober 1982 unterstützte Marchais die Forderung nach unabhängigen Gewerkschaften in Polen und trat für die Wiederaufnahme offizieller Beziehungen seiner Partei zur KPCh ein. Im Juli 1983 forderte Marchais gar eine Verminderung der Rüstung in Ost und West, bei der er die französische Atomstreitmacht namens der PCF in die Abrüstungsverhandlungen zwischen USA und UdSSR einzubeziehen verlangte.
Im März 1973 wurde Marchais erstmals im Département Val-de-Marne (Arcueil-Cachan-Villejuif) zum Abgeordneten der Nationalversammlung gewählt und regelmäßig in jeder Legislaturperiode bis 1997 wiedergewählt. An der Spitze der PCF-Liste bei den Europawahlen 1979 wurde er bis 1989 zum Abgeordneten des Europaparlaments gewählt.
Als Kandidat der Kommunisten bei der Wahl des französischen Staatspräsidenten 1981 erreichte er 15,34 % der Stimmen im ersten Wahlgang gegen François Mitterrand, was ihn nicht zum zweiten Wahlgang qualifizierte und als Misserfolg seiner Partei bei der Wahl angesehen wurde. Dennoch unterstützte die PCF daraufhin Mitterrand im zweiten Wahlgang und gehörte der Regierung von Pierre Mauroy mit vier Ministern an. Nachdem die neue linke Regierung zunächst das Ziel verfolgt hatte, durch umfangreiche Verstaatlichungen und Sozialprogramme den Sozialismus in Frankreich zu verwirklichen, änderte sie angesichts wirtschaftlicher Krisensymptome ihren Kurs: Finanzminister Jacques Delors verfolgte von nun an eine Austeritätspolitik, die die Indexierung der Einkommen an die Preisniveausteigerung aufgab. Dies sorgte für Unmut bei den Anhängern der Kommunistischen Partei: Marchais geriet im April 1983 in zunehmende Kritik, die über seine Person auf die grundsätzliche Rolle der PCF in der Koalition zielte. Im April 1984 verstärkte Marchais die Kritik seiner Partei an der Wirtschaftspolitik der Regierung. Die französischen Eisenbahner, die hauptsächlich in der CGT organisiert waren, und die Pariser Metro streikten wochenlang. Nach schweren Verlusten seiner Partei bei den Europawahlen am 17. Juni 1984 endete das Regierungsbündnis mit der PS mit dem Rückzug der kommunistischen Minister aus der Regierung. Im September proklamierte Marchais einen harten Kurs gegenüber seinem früheren Koalitionspartner und schloss eine Wiederherstellung der Regierungskoalition praktisch aus. Als neues Ziel strebte er eine neue Volksfront an der Basis an. Dies konnte dennoch nicht verhindern, dass PS und PCF infolge der Präsidentschaft Mitterrands ihre traditionellen Rollen getauscht hatten: Die PCF, die anders als z. B. die DKP immer eine mitgliederstarke Partei mit landesweit besseren Ergebnissen als die vor 1971 in verschiedene Parteien zerfallenen Sozialisten war, nahm seitdem kontinuierlich an Stimmen und Bedeutung ab, während die PS die größere linke Partei in Frankreich wurde und blieb.
Beim 28. Parteitag der PCF 1994 überließ Marchais seine Funktion als Generalsekretär Robert Hue, blieb aber nominell Mitglied des Politbüros. Im selben Jahr wurde er Präsident des Komitees der PCF zur Verteidigung der Freiheiten und Menschenrechte in Frankreich und der Welt.
Marchais war eine bemerkenswerte Persönlichkeit wegen seines Manierismus (C‘est un scandaaaale – „Das ist ein Skandaaaal“) und brüsken Benehmens, z. B. als er den Journalisten Jean-Pierre Elkabbach Taisez-vous Elkabbach („Halten Sie den Mund, Elkabbach“) abkanzelte und wurde deshalb häufig Ziel von bitterbösen Parodien des Komikers Thierry Le Luron.
Georges Marchais starb 1997 im Hôpital Lariboisière an den Folgen einer Herzerkrankung.

## Trivia
Marchais soll als Vorbild für die Figur des Tullius Destructivus aus dem Asterix-Band Streit um Asterix gedient haben. Neben der optischen Ähnlichkeit wird auch die zeitliche Entstehung des Buches während des Aufstiegs Marchais’ ins Treffen geführt, was zur Inspiration Uderzos bei der Entwicklung dieser Comic-Figur geführt haben dürfte.

## Werke
- Les Communistes et les Paysans (1972)
- Le défi démocratique (1973)
- La politique du PCF (1974)
- Communistes et/ou chrétiens (1977)
- Parlons franchement, B. Grasset, Paris (1977)
- Réponses (1977)
- L‘espoir au présent (1980)
- Démocratie (1990)